# Protodrilus flavocapitatus
Protodrilus flavocapitatus är en ringmaskart som först beskrevs av Uljanin 1877.  Protodrilus flavocapitatus ingår i släktet Protodrilus och familjen Protodrilidae. Arten har ej påträffats i Sverige. Inga underarter finns listade i Catalogue of Life.